# Louis de Casabianca
Pour les articles homonymes, voir Casabianca.

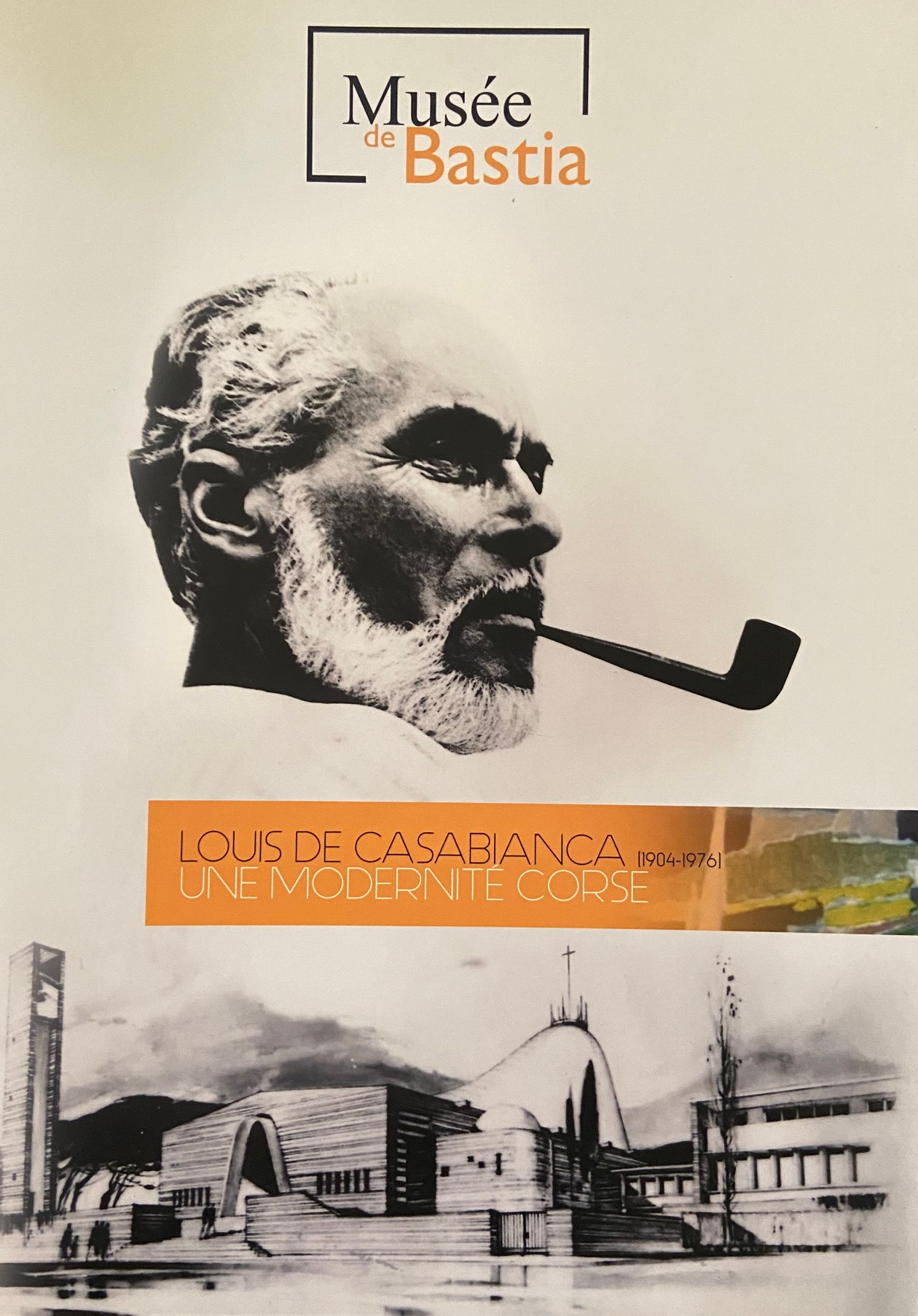
Affiche de l'exposition "Louis de Casabianca : une modernité corse" au musée de Bastia en 2014

Louis de Casabianca, de son vrai nom Louis, Joseph, François, Hippolyte de Casabianca, est un architecte, urbaniste et peintre français né à Bastia, à la Citadelle, le 18 avril 1904 et mort le 8 février 1976 à Bastia,,.
C'est à Paris que Louis de Casabianca fait des études supérieures, à l'Ecole des arts décoratifs.
Il a réalisé de nombreuses affiches de style art déco dans les années 1930, dont une de la SNCF.
Il conçoit le pavillon de la Corse à l'Exposition internationale des arts et techniques de Paris en 1937, avec Simon François Fratacci, où il reçoit la médaille d'or.
En 1943 il est chargé du plan d'urbanisme de la ville de Bastia.
Il réalise de nombreuses constructions à Bastia, dont l'église Notre-Dame des Victoires en 1962-1969, avec Louis Cypriani. Un clocher était prévu dans le projet initial, mais il n'a jamais été construit.
Le centre paroissial a été inscrit au titre des Monuments historiques en 2008, et fait partie du Label XXe siècle.

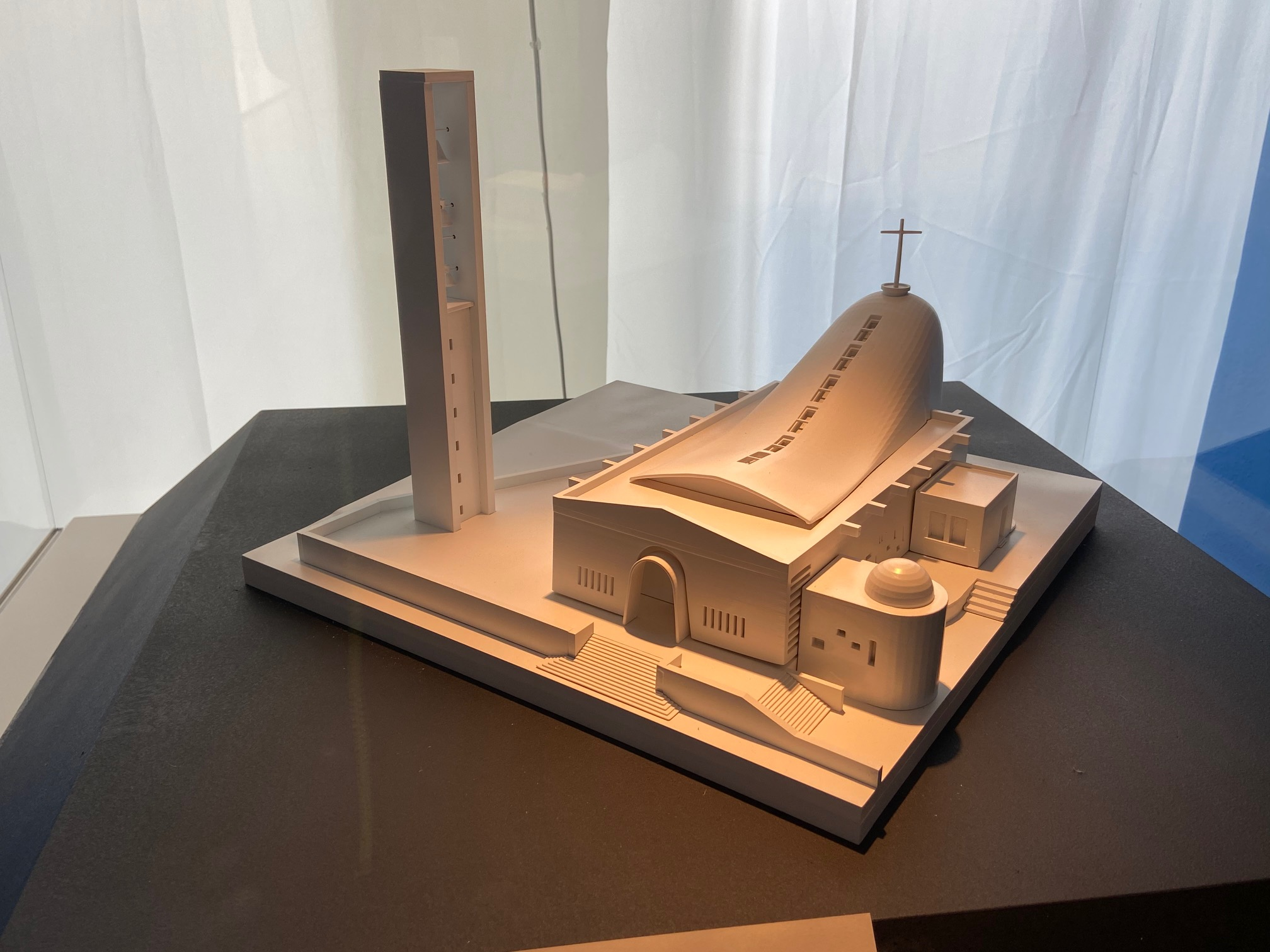
Maquette de l'église Notre-Dame-des-Victoires, par les architectes Louis de Casabianca et Louis Cypriani, 1962, musée de Bastia

Louis de Casabianca réalise également l'îlot d'habitations rue Luce de Casabianca, l'école de Toga, l'immeuble dit « Pouillon » avec Fernand Pouillon situé sur le Vieux-Port de Bastia.
Il se consacre à la peinture en 1968 à Pietranera, dans la maison qu'il a conçu,.
Il est le père de Denise de Casabianca.

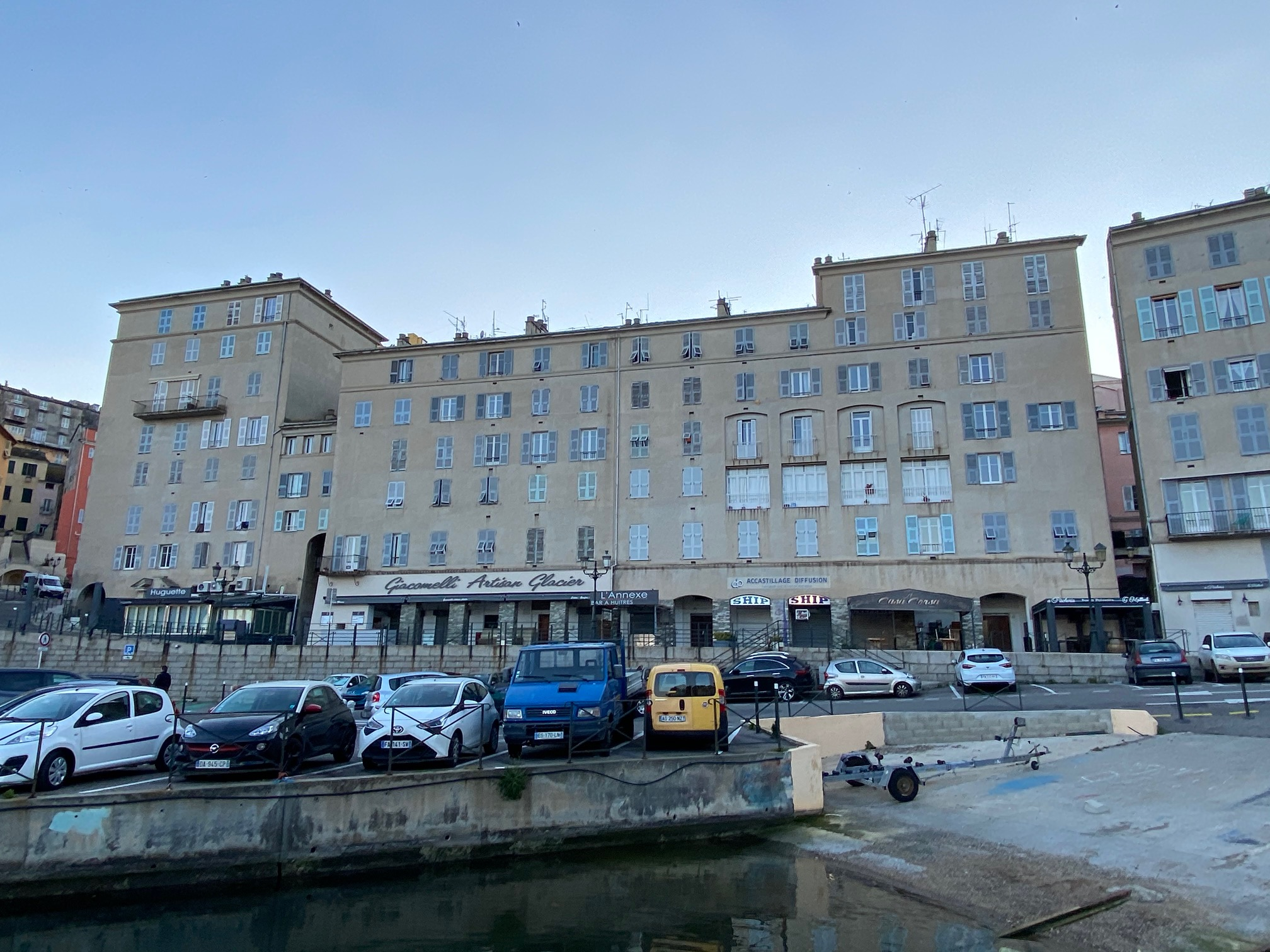
L'immeuble dit "Pouillon" conçu par Fernand Pouillon et Louis de Casabianca, sur le Vieux-Port de Bastia